# Sept-Frères
Sept-Frères ist eine ehemalige französische Gemeinde mit zuletzt 395 Einwohnern (Stand: 1. Januar 2014), den Sept-Frèriens, im Département Calvados in der Region Normandie.
Zum 1. Januar 2017 wurde Sept-Frères im Zuge einer Gebietsreform zusammen mit neun benachbarten Gemeinden als Ortsteil in die neue Gemeinde Noues de Sienne eingegliedert.

## Geografie
Sept-Frères liegt rund 64 Kilometer südwestlich von Caen. Das im Département Manche, an das Sept-Frères im Nordnordwesten grenzt, gelegene Saint-Lô ist etwa 32 Kilometer entfernt.

## Bevölkerungsentwicklung
| Jahr                             | 1793 | 1836 | 1876 | 1926 | 1946 | 1968 | 1990 | 2014 |
| Einwohner                        | 714  | 811  | 633  | 517  | 535  | 443  | 405  | 395  |
| Quelle: Cassini, EHESS und INSEE |      |      |      |      |      |      |      |      |

## Sehenswürdigkeiten
- Kirche Saint-Martin aus dem 17. Jahrhundert; ein Tabernakel und ein Altarretabel im Inneren sind seit 1975 als Monument historique klassifiziert[3][4]